# Djenneri
Djenneri és una regió de Mali situada a l'entorn de Djenné, ocupant també les terres al sud d'aquesta ciutat, més enllà del riu Bani. Limitava al nord amb el riu Níger; a l'est amb el Tombo (caopital Hamdallahi); al sud amb el Bobo-Oulé; i a l'oest amb Kaminiadoigou i Saro o Sarro. Les principals ciutats eren Djenné, Say, Séno-Say, Tuara i Sarédina. El riu Bani creua el país en diagonal, i està regat també per nombrosos braços que a vegades només tenen aigua al temps de pluges.
Va passar a França el 1893 i va ser integrada en el cercle de Djenné.